# Луї-Жозеф де Монкам
Луї-Жозе́ф де Монка́льм-Гоз́он, маркіз де Сен-Веран (фр. Louis-Joseph de Montcalm-Gozon, Marquis de Saint-Veran); 28 лютого 1712, Шато-де-Кандіак, біля Німа, Франція — 14 вересня 1759, Квебек, Нова Франція, нині Квебек) — офіцер Французької армії, Верховний головнокомандувач військ у Північній Америці під час Семирічної війни (у США — Франко-індіанської війни).
Монкальм вступив на військову службу в ранньому віці. Він брав участь у війні за польську спадщину і війні за австрійську спадщину. Завдяки своїм чималим заслугам дослужився до звання бригадного генерала. У 1756 році король Людовик XV відправив його до Нової Франції, щоб забезпечити захист колонії від британців у Семирічній війні. Монкальм добився значних успіхів, проте мобілізація британцями великої кількості військ проти Нової Франції призвели до його військових невдач у 1758 і 1759 роках, і зрештою — до загибелі Монкальма у битві біля Квебеку (1759).

## Молодість
Луї-Жозеф був сином Марії-Терези де П'єр (фр. Marie-Thérèse de Pierre) і Луї-Даніеля де Монкальма (фр. Louis-Daniel de Montcalm) з роду Ноблесс-де-Робе (англ. Noblesse de Robe). Народився у родинному маєтку Шато-де-Кандіак у місті Нім на півдні Франції. У 1727 році став прапорщиком полку Д'єно французької армії. Після смерті батька в 1735 році, став маркізом де Сен-Веран, унаслідуючи герб, права й борги цієї сім'ї. Його фінансова ситуація покращилась з одруженням на Анжеліці Луїзі Тулен дю Буле (англ. Angelique Louise Talon du Boulay). Завдяки шлюбу успадкував гроші й вплив. Молода пара мешкала в Кандіаку, у них було багато дітей — з яких п'ятеро дожили до зрілого віку (історики говорять про десять або дванадцять дітей;. Деякі джерела вказують, що шестеро дітей вижили).
Батько купив йому капітанство в 1729 році. Луї-Жозеф брав участь у війні за польську спадщину, де брав участь в облозі Келя в 1733 році і облозі Філіпсбурга в 1734 році Коли в 1740 році спалахнула війна за австрійську спадщину, його полк був розміщений у Франції. Монкальм отримав посаду ад'ютанта маршала Філіпа-Шарля де Лафара. Монкальм і шевальє Франсуа-Гастон де Леві (який пізніше служив під його командуванням в Нової Франції) брали участь в облозі Праги. Монкама призначили полковником полку Д'Еруа в 1743 році. Він брав участь в італійській кампанії маршала де Мальбуа, за що був нагороджений орденом Святого Людовика в 1744 році. У 1746 році потрапив у полон у битві за П'яченцу, отримавши п'ять ран від шаблі. Його звільнили після декількох місяців ув'язнення, після чого Монкам отримав звання бригадного генерала за заслуги під час кампанії 1746 року. У 1747 році знову долучився до італійської кампанії. Там він знову отримав поранення від мушкета в битві біля Ансієтти, але вже у жовтні брав участь в облозі Вентімільї в жовтні. Війна закінчилася в 1748 році з підписанням Аахенського договору.

### Нова Франція

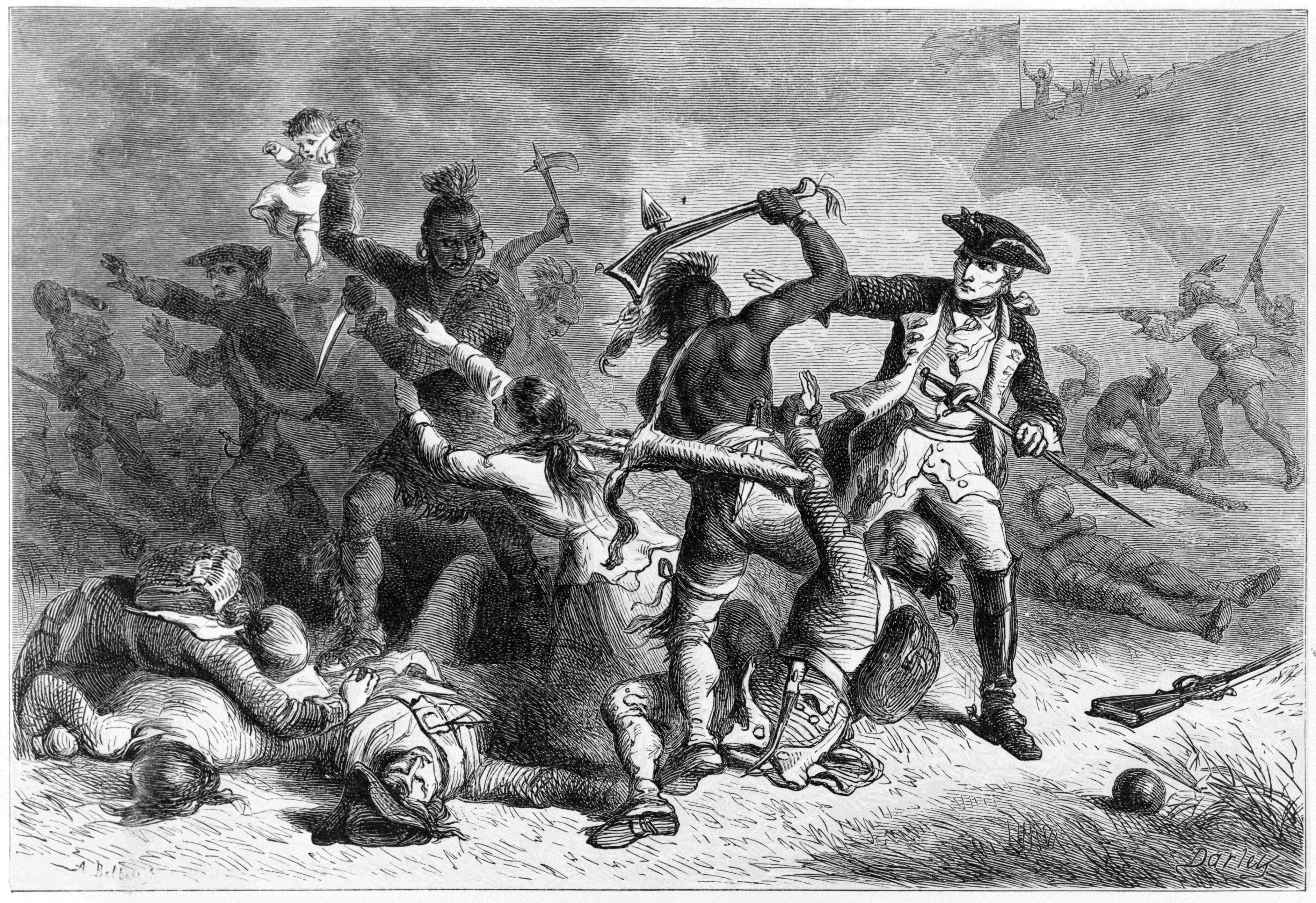
Монкальм намагається зупинити корінних американців від нападу на британських солдатів і цивільних осіб, коли вони залишають форт Вільям-Генрі (Fort William Henry)

.У 1756 році Монкальм отримав звання генерал-майора і був правлений до Нової Франції, щоб замінити полоненого Жана Ердмана, барона Діскау" на посаді командира французьких військ у Північній Америці під час франко-індіанської війни. Його ранні кампанії проти британців були успішними. Він зміцнив оборону форту Карильйон на озері Шамплейн, захопив і зруйнував форт Освего на озері Онтаріо в 1756 році. форту Вільям-Генрі в 1757 році була його військовою і особистою перемога, але поведінка його союзників алгонкінів, які знищили британських солдатів, коли вони марширували з фортеці за обумовлених умов капітуляції, стала для нього значним політичним ударом.

### Битва при Карильйоні

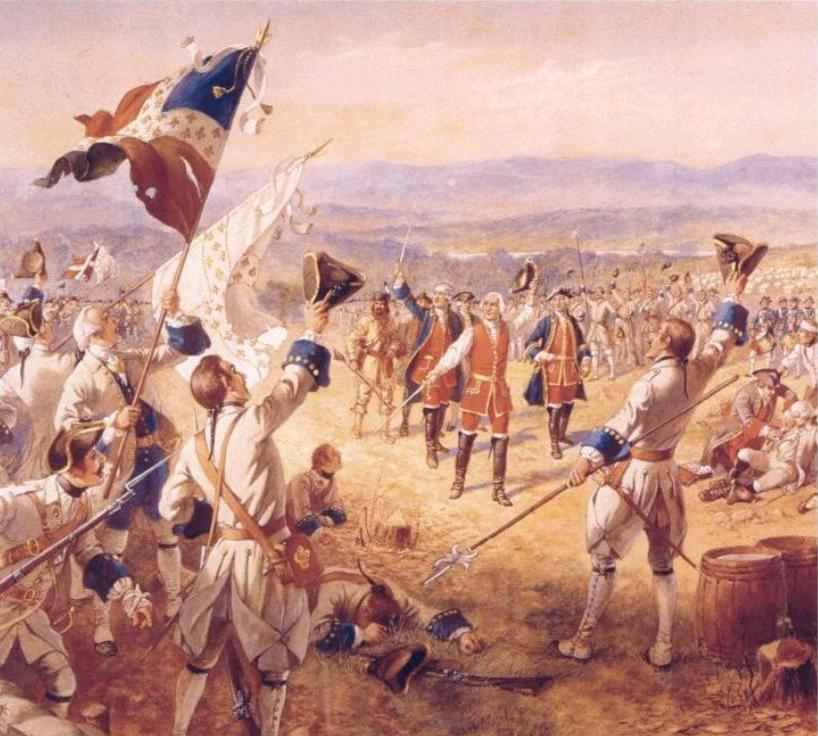
' Перемога військ Монкальма на Карильйоні — Худлжник Генрі Огден Олександр (Henry Alexander Ogden)

Найвражаючою перемогою Монкальма стала битва біля Карильйона 1758 року, де він переміг британську армію з понад 16 000 солдатів маючи 4 000 осіб. Перемога стала можливою почасти через некомпетентність британського командувача Джеймса Аберкромбі, через вчинені численні помилки тактики і стратегії в бою. Аберкромбі направив свої війська в лобову атаку на укріплену французьку позицію, не користуючись підтримкою артилерії. Більше двох тисяч британців були вбиті або поранені. Врешті-решт його війська запанікували і розбіглися, і він відступив у свій укріплений табір.

### Квебек

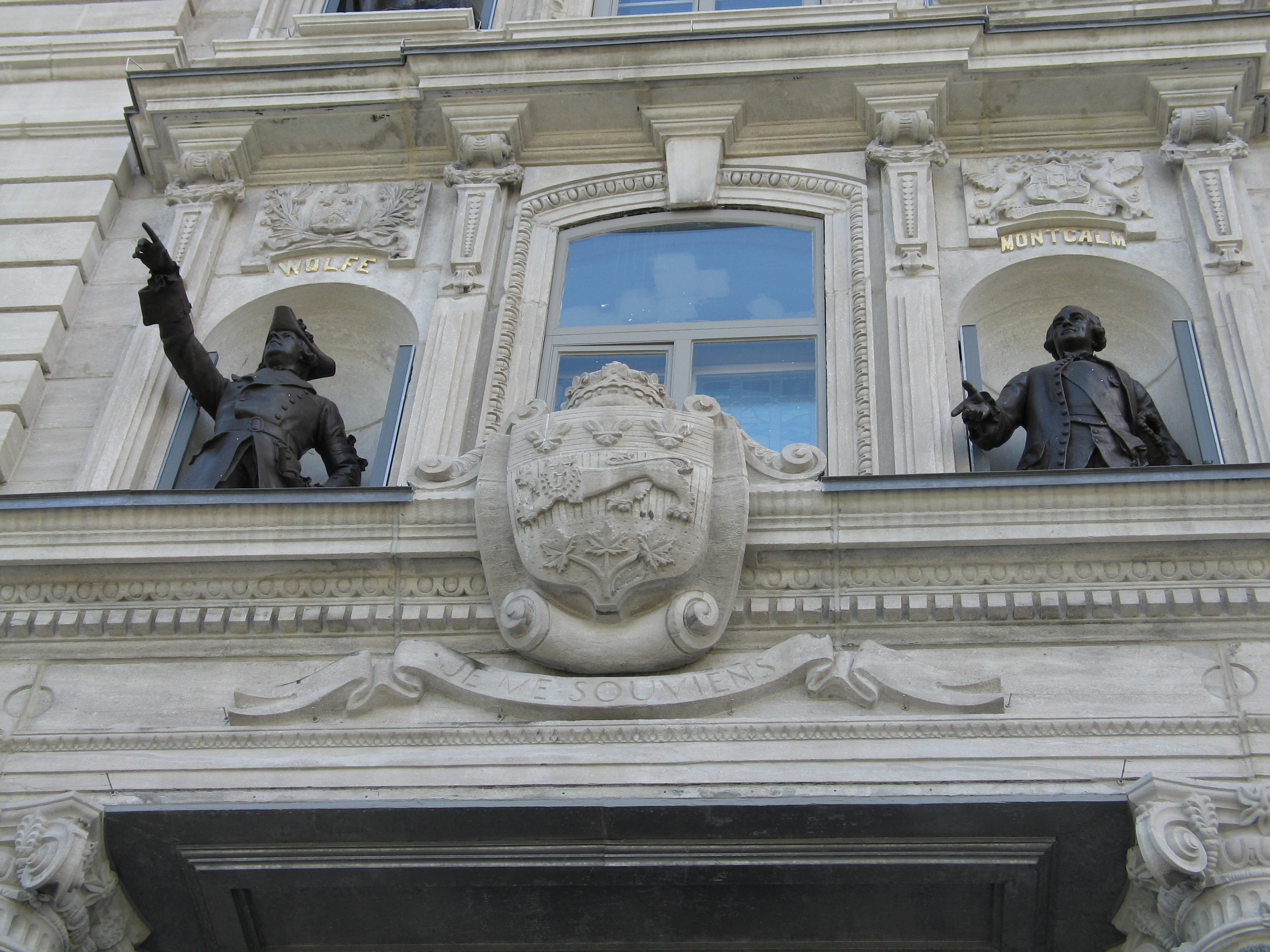
Джеймс Вольф і маркіз де Монкалм. Скульптура перед будівлею парламенту Квебеку

У другій половині 1758 року британці почали брати верх у Північній Америці, частково завдяки величезним ресурсам, які вони організували проти французів, а частково через відсутність підкріплень і постачання з Франції для підтримки своєї колонії, яка була вже на межі голоду після катастрофічного неврожаю. 1759 року територія, що контролювалася французами, скоротилася до долини річки Святого Лаврентія. Військовий міністр Франції висловив свою повну підтримку Монкальму, упевнений, що, незважаючи на труднощі, він знайде спосіб зірвати плани ворога, як це він зробив у форті Карильйон. Ця новина разом із загрозою неминучої атаки британців пригнічила дух Монкальма, який втратив надію втримати місто в разі облоги.

Ескіз для «Смерті Монкальма» — художник Марк Аврель де Фуа Сюзор-Коте. 1902

.Британська армія під командуванням Джеймса Вольфа досягла Квебеку наприкінці червня 1759 року і, зайнявши позицію на протилежному березі, почали бомбардувати місто 12 липня, перетворивши місто на руїни протягом двох місяців. Монкальму багато разів вдавалося відбити спроби висадки британських військ, особливо в битві при Бопорі 31 липня 1759 року. Провівши серпень, спустошуючи сільську місцевість, британці знову хотіли спробувати висадитися 13 вересня, цього разу в бухті Анс-о-Фулон, заставши французів зненацька. Перш ніж Монкальм зміг відреагувати, сили Вольфа вже досягли рівнин за містом і були готові до бою.
Генерал Монкам вирішив атакувати британців тими силами, які у нього були, а не чекати, поки війська, розташовані вздовж берега, підійдуть і підсилять його армію. Він вважав, що якщо він дозволить британцям зміцнити свої позиції, то вже не зможе їх перемогти, і тому атака не може чекати. У наступній битві на полях Авраама французькі війська зазнали поразки.
Під час повернення до міста у генерала Монкальма у спину влучила куля мушкета. З допомогою трьох солдатів він повернувся у місто, куди його доставили до хірурга, але той оголосив, що Монкальм не доживе до ночі. У другій половині дня генерал використав останні запаси сил і підписав свій останній офіційний акт як командувач французькою армією в Канаді. У листі до генерала Вольфа, не знаючи того, що той вже загинув у битві, Монкам спробував здати місто, незважаючи на те, що він не мав на це повноважень. Він помер близько 5:00 ранку 14 вересня 1759 році. О 8:00 ранку його поховали в ямі від снаряда під хорами урсулінського костелу. 11 жовтня 2001 року останки Монкальма були вивезені з монастиря і поміщені в новозбудований мавзолей на кладовищі Hôpital-Général de Québec.

## Нагороди

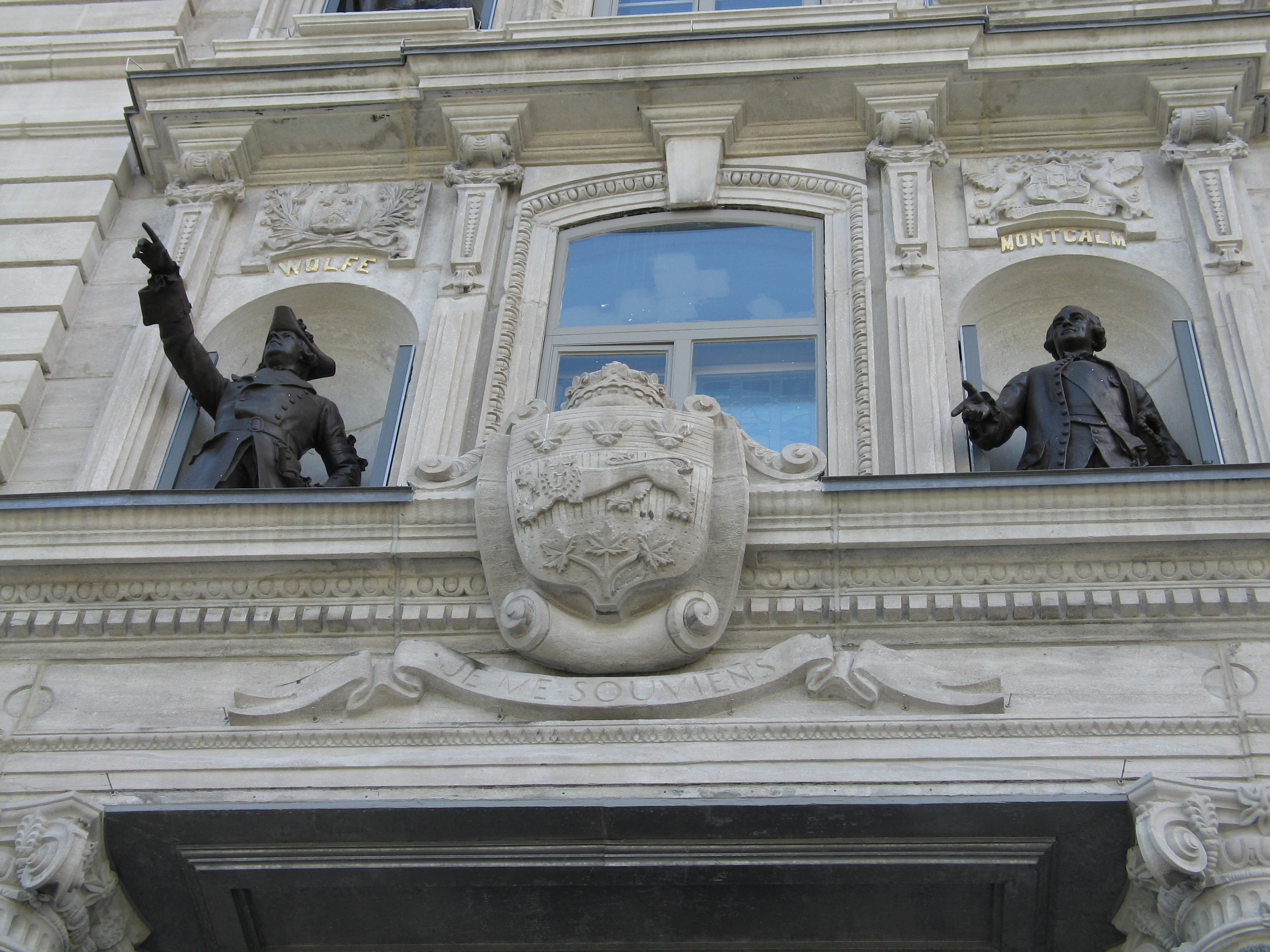
Джеймс Вольф і Маркіз де Montcalm Скульптура перед Будівля парламенту (Квебек)

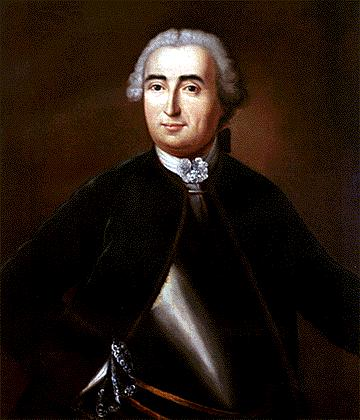
Луї-Жозеф де Монткальм (1712—1759) — художник «Теофіль Амель»

Чотири судна французького флоту були названі на його честь:
- броненосець типу «Альма» (1865—1891)
- Броненосний крейсер (1898—1926)
- Крейсер Montcalm
- фрегат типу F70 «Montcalm» (1975-теперішній час)

На честь нього названа курсантська ескадрилья Королівського військового коледжу Канади.
Багато вулиць, об'єктів були названі на честь Монкальма:
- Ру (Стріт) Монкальм, Монреаль, Квебек
- Монкальм Авеню, Платтсбург, Нью-Йорк.
- муніципалітет Монткальм, Нью-Гемпшир
- Середня школа в Лондоні, Онтаріо;
- Ру (Стріт) Монкальм, у Галлі, Квебек;
- Монкальм Стріт, Детройт, Мічиган;
- Монкальм Каунті, штат Мічиган;
- Монкальм Стріт, Ванкувер, Британська Колумбія;
- Монкальм Стріт, Оттава;
- Монкальм Стріт, Тайкондерога (Нью-Йорк);
- Монкальм Авеню, Баффало Нью-Йорк.
- Монкальм парк, Освіго (Нью-Йорк), на місці колишньої «Форт Освего».